# フランツ・ベーム
フランツ・ベーム （独: Franz Böhm, 1895年2月16日 – 1977年9月26日）は、ドイツのCDUの政治家、法律家、経済学者。社会的市場経済とオルド自由主義の代表者。

## 生涯
ベームの父親は、コンスタンツの検察官で、のちに文部省の大学担当官となり、最終的にバーデンの文部公爵大臣として活動し、バーデンの市民がもつリベラルでプロテスタント的伝統に影響を受けていた。フランツ・ベームは、1926年にリカルダ・フックの娘であるマリエッタ・ツェコーニ（Marietta Ceconi）と結婚し、息子のアレクサンダー・ベーム（1929－2006）は、行刑法の教授となった。
フランツ・ベームは、第一次世界大戦中は中尉であり、1918年初めにはアジア兵団砲兵部隊の隊長として、ヨルダンの谷や死海に辿り着いた。第一次世界大戦終結後は、福音派を信仰していた彼は、アルベルト・ルートヴィヒ大学フライブルクで法学と国家学を研究した。ここで彼は学生組合（コーア）のコーア・レナーニア・フライブルクに所属した。1924年、上級公務員候補者試験に合格し、検察官に任命される。1925年初め、帝国経済省のパウル・ヨーステンのもとで係官として働くために、一時この職場を離れた。
フランツ・ベームは独占とカルテルの問題について出版を重ね、好意的な反響を得ることができると、1931年にフライブルクに帰還し、1932年に博士課程を修了し、1933年大学教授資格を得る。ベームは、いわゆる「フライブルク学派」のメンバーであり、ヴァルター・オイケンやハンス・グロースマン＝デーツと同じく、オルド自由主義の創設者としても見なされている。1937年、彼はフライブルク学派にとって重要な著作集である『経済の秩序』の執筆者のひとりとなった。
すでに1930年代初めにベームは、ユダヤ教信者に対する差別と迫害に対して反対していたため、1938年に密告があり、彼と姑のリカルダ・フックは、狡猾法によって告訴された。1940年に教員資格剥奪となり、訴訟は、懲戒処分という結果で終わった。したがってナチス体制下においてベームには、フライブルクでの教員ポストがなかった。しかしイェーナでの教員時代に、ベームはフライブルク全学協議会で、ボンヘッファー学派、エルヴィン・フォン・ベッカーラーツ研究会に所属しており、さらにカール・ゲルデラーへのコンサルタントグループに所属していた。このグループとともにベームは、経済に対する所見を起草していた。ヒトラー暗殺を企てた7月20日事件で、ベームは単に名前を取り違えたという理由だけで逮捕されなかった。
戦後、ベームはフライブルクで教壇に立ち、1945年に学長代理になった。1946年、フランクフルト大学から招聘され、1948年から1949年まで学長を務めた。1948年、ヴァルター・オイケンとともに、現在でも発行されている年鑑ORDOを創刊した。連邦経済省の経済審議会におけるオルド自由主義的理論も実現した。

## 学術的傾向
ベームの研究は、市場経済の基盤である経済競争には、法的な秩序を必要とするという点に注目していた。経済を組織化する必要があるという当時支配的だった見解に対して異を唱えた。ベームの研究によって、法が（国家や経済カルテルによる）競争制限に対抗できないのであれば、放任された競争は自ら崩壊を招くということが政治にも認められるようになった。その結果、ドイツではカルテル法が成立することになった。

## 政治キャリア
ベームは戦後CDUのメンバーになった。1945年11月1日、彼は無党派のヘッセン州首相カール・ガイラーのもとで文部大臣となった。民主化のための学校政策を導入したことが、大ヘッセン州のアメリカ軍政府から不適切だと見なされ、1946年2月15日に退任した。
ベームは1953年から1965年までドイツ連邦議会に所属した。1954年、彼は連邦議会で東ベルリン暴動での死者を慶弔する一周年記念でスピーチを行った。コンラート・アデナウアーの提案で、1952年からイスラエルとユダヤ人協会との賠償交渉（ルクセンブルク協定）を行うための使節団代表を務めた。その際には手紙爆弾によるアデナウアー、キュスター、ベーム暗殺計画が未遂に終わった。
1955年から1965年まで、彼は戦後賠償に対する連邦議会委員会の副委員長を務めた。

## 著作
- Das Problem der privaten Macht. In: Die Justiz. Jg. 1928, Heft 3, S. 324–345.
- Wettbewerb und Monopolkampf. Eine Untersuchung zur Frage des wirtschaftlichen Kampfrechts und zur Frage der rechtlichen Struktur der geltenden Wirtschaftsordnung. Berlin 1933.
- Kartelle und Koalitionsfreiheit. Carl Heymann Verlag, Berlin 1933.
- Recht und Macht. In: Die Tatwelt. Jg. 1934, Heft 10, S. 115–132.
- Die Ordnung der Wirtschaft als geschichtliche Aufgabe und rechtsschöpferische Leistung. In: Ordnung der Wirtschaft. Bd. 1, 1937.
- Wirtschaftsordnung und Staatsverfassung. Tübingen 1950.
- Reden und Schriften. Über die Ordnung einer freien Gesellschaft und über die Wiedergutmachung. Hrsg. v. Ernst-Joachim Mestmäcker. Karlsruhe 1960.
- Privatrechtsgesellschaft und Marktwirtschaft. In: ORDO. Jahrbuch für die Ordnung von Wirtschaft und Gesellschaft. Bd. 17 (1966), S. 75–151. Rezension: Nicht nur für Studenten … In: Die Zeit. Nr. 39/1966.